# Neuapostolische Kirche Mitteldeutschland
Die Neuapostolische Kirche in Mitteldeutschland war ein Verwaltungsgebiet der Neuapostolischen Kirche, das Südniedersachsen, Sachsen-Anhalt, Sachsen und Thüringen sowie einen kleinen Teil Brandenburgs umfasste. Von Mitteldeutschland aus wurden die neuapostolischen Christen und Gemeinden in Polen, der Slowakei, im Sudan, einigen Inseln im Indischen Ozean sowie dem indischen Bundesstaat Kerala betreut.
Die Gemeinden gehören zu den drei rechtlich selbständigen Gebietskirchen Niedersachsen, Sachsen-Anhalt und Sachsen/Thüringen. Diese haben in den jeweiligen Bundesländern den Status einer Körperschaft des öffentlichen Rechts.
Die Gebietskirche Mitteldeutschland ging am 19. Juni 2016 in der Neuapostolischen Kirche Nord- und Ostdeutschland auf.

## Geschichte
Erste Gemeindegründungen nach der Trennung von den katholisch-apostolischen Gemeinden gab es in Mitteldeutschland 1864 in Schladen (Niedersachsen), 1865 in Ilsenburg (Sachsen-Anhalt) und 1888 in Ranis bei Pößneck (Sachsen/Thüringen).
Ein frühes Zentrum der neuapostolischen Bewegung lag seit 1864 im Gebiet des Harz. Dort entstanden in den 1860er Jahren zahlreiche Gemeinden. Bekannte Mittelpunkte der Bewegung waren Schladen und Osterode am Fallstein. Die Gemeinde Schladen wurde 1864 von Hamburg aus gegründet. In Osterode am Fallstein fanden zahlreiche sog. Missionsfeste statt. Kurze Zeit später entwickelten sich Wolfenbüttel und Braunschweig zu Zentren der neuapostolischen Bewegung.
Die Gemeinden in Niedersachsen wurden zunächst mit denen in Sachsen-Anhalt zusammen betreut. Dies geschah durch die Gebietskirche Apostelbezirk Braunschweig. In den 1940er Jahren wurde die Gebietskirche in Apostelbezirk Hannover umbenannt (nach 1985 Apostelbezirk Niedersachsen). Durch den Eisernen Vorhang bedingt wurden nach 1945 die Gemeinden in Sachsen-Anhalt selbständig zur Gebietskirche Apostelbezirk Magdeburg (später Apostelbezirk Sachsen-Anhalt) erhoben. Seit 1997 werden beide Gebietskirchen wieder zusammen betreut.
Durch die altersbedingte Ruhesetzung von Bezirksapostel Wilfried Klingler im Juni 2016 wurde die Gebietskirche Mitteldeutschland mit der Gebietskirche Norddeutschland zusammengelegt. Betreut wird diese seit dem von Bezirksapostel Rüdiger Krause aus Norddeutschland. Für den neuen Bereich wurden Kirchenmitglieder aufgerufen bis Ende August 2015 Vorschläge für einen neuen Namen dieser Gebietskirche einzureichen. Als neuer Name wurde "Neuapostolische Kirche Nord- und Ostdeutschland" im Herbst 2015 von der zukünftigen Kirchenleitung vorgestellt. Dieser passe zur entstehenden Gebietskirche und wurde in den Umfrageergebnissen der Kirchenmitglieder vermehrt vorgeschlagen.
Im Januar 2021 wurde bekannt, dass ein bis zum Ende des Vorjahres aktiver Amtsträger der Neuapostolischen Kirche vor dem Landgericht Chemnitz wegen sexuellen Kindesmissbrauchs angeklagt wurde. Aus einem Medienartikel war abzuleiten, dass der Angeklagte Hans-Dieter V. die um die Jahrtausendwende über fünf Jahre hinweg andauernden Übergriffe gegen seinen Stiefenkelsohn gestanden habe.  

## Bisherige Leitung der Gebietskirchen

### Gebietskirche Niedersachsen
- 1881–1897:  Bezirksapostel Friedrich Krebs
- 1897–1906:  Bezirksapostel Sebastian
- 1906–1936:  Bezirksapostel Otto Steinweg
- 1936–1968:  Bezirksapostel Hermann Knigge
- 1968–1993:  Bezirksapostel Arno Steinweg
- 1993–2016: Bezirksapostel Wilfried Klingler (seit 1997 zusammen mit Sachsen-Anhalt, 2002 mit Sachsen/Thüringen)

### Gebietskirche Sachsen-Anhalt
- 1957–1972: Bezirksapostel Heinrich Oberländer
- 1972–1997: Bezirksapostel Siegfried Karnick

### Gebietskirche Sachsen/Thüringen
- 1985–2002: Bezirksapostel Fritz Nehrkorn